# Madison (condado de Somerset)
Madison es un lugar designado por el censo ubicado en el condado de Somerset en el estado estadounidense de Maine. En el Censo de 2010 tenía una población de 2.630 habitantes y una densidad poblacional de 151,31 personas por km².

## Geografía
Madison se encuentra ubicado en las coordenadas 44°48′28″N 69°51′1″O / 44.80778, -69.85028. Según la Oficina del Censo de los Estados Unidos, Madison tiene una superficie total de 17.38 km², de la cual 16.65 km² corresponden a tierra firme y (4.23%) 0.74 km² es agua.

## Demografía
Según el censo de 2010, había 2.630 personas residiendo en Madison. La densidad de población era de 151,31 hab./km². De los 2.630 habitantes, Madison estaba compuesto por el 97.07% blancos, el 0.42% eran afroamericanos, el 0.49% eran amerindios, el 0.42% eran asiáticos, el 0% eran isleños del Pacífico, el 0.04% eran de otras razas y el 1.56% pertenecían a dos o más razas. Del total de la población el 1.33% eran hispanos o latinos de cualquier raza.